# Huligaradi, Koppa
Huligaradi là một làng thuộc tehsil Koppa, huyện Chikmagalur, bang Karnataka, Ấn Độ.